# Festival de Tado

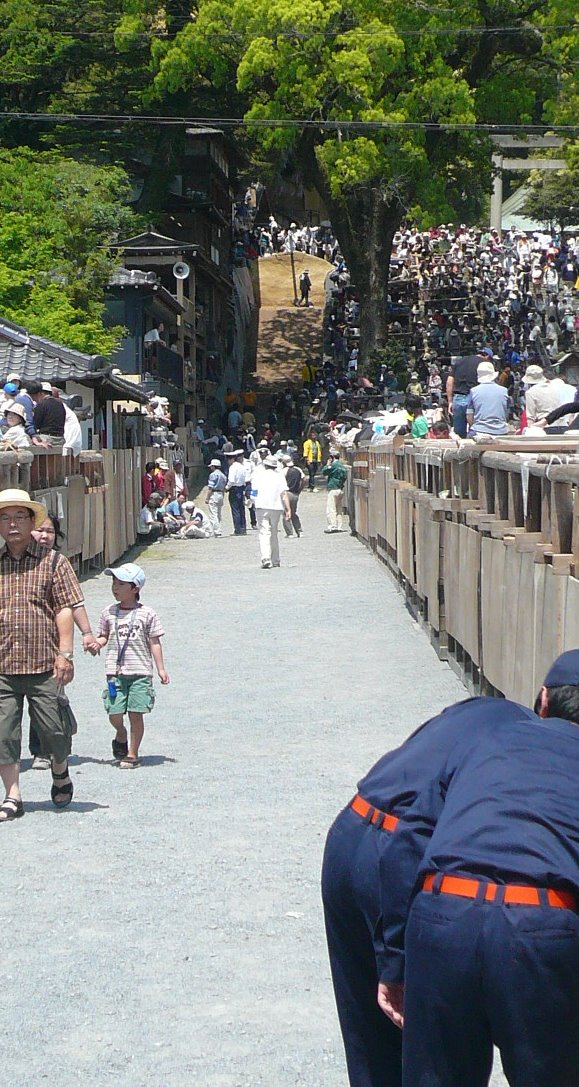
La piste, la colline et le mur au festival de Tado.

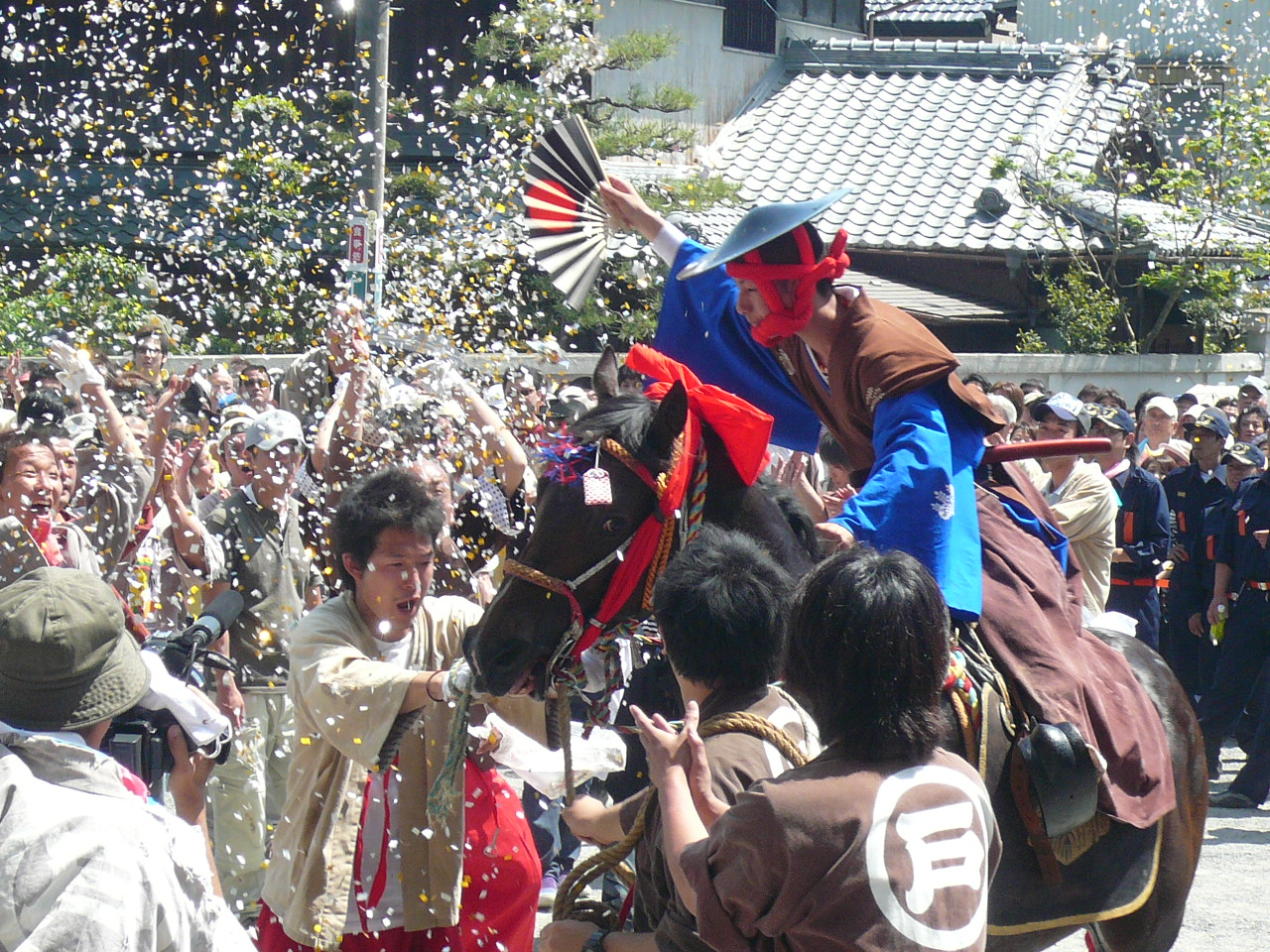
Un cavalier après une tentative de saut au-dessus du mur.

Le festival de Tado (多度祭, Tado matsuri) est une fête japonaise qui a lieu tous les ans au cours de la Golden Week les 4 et 5 mai au Tado-taisha dans la ville de Kuwana, préfecture de Mie.

## Description
L'événement principal du festival est un saut à cheval. Les chevaux sont montés par des jeunes gens de 17 à 19 ans représentant les six sections de la ville. Les chevaux courent sur une colline avant d'essayer de sauter par-dessus un mur de deux mètres de haut. Le premier jour, les représentants de chaque section sautent au-dessus du mur deux fois pour un total de douze sauts. Le deuxième jour, chaque concurrent ne fait qu'une seule tentative pour un total de six sauts. D'autres événements suivent le saut de cheval le deuxième jour, dont le yabusame, une forme de tir à l'arc.
Cet événement est désigné bien culturel immatériel de la préfecture de Mie en 1978.

## Référence
- (en) Cet article est partiellement ou en totalité issu de l’article de Wikipédia en anglais intitulé « Tado Festival » (voir la liste des auteurs).